# Алмазул
Алмазул (шп. Almazul) је општина у покрајини Сорија у аутономној заједници Кастиља и Леон, Шпанија.